# 板東浩二
板東 浩二（ばんどう こうじ、1953年11月23日 - ）は、日本の実業家。株式会社NTTぷららの実質的創業者で「ひかりTV」事業の創始者。2019年6月までNTTぷらら代表取締役社長を務め、2019年7月から同社エグゼクティブプリンシパルに就任。テック情報株式会社の代表取締役会長。工学博士。
ジャパンケーブルキャスト株式会社社外取締役、株式会社イースト・グループ・ホールディングス社外取締役、株式会社ネクストベース社外取締役、株式会社IGポート社外取締役、NPO法人ブロードバンド・アソシエーション理事、一般社団法人IPTVフォーラム理事。

## 人物・来歴
徳島県生まれ。城南高校から、徳島大学工学部電子工学科へ進学。2014年にノーベル物理学賞を受賞した中村修二と同級生で、長く親交を続けている。同大学を1977年に卒業し、同年4月、日本電信電話公社（現NTT）入社。91年2月、九州支社ISDN推進室長。93年3月、長距離事業本部通信網システム部担当部長。96年3月、マルチメディアビジネス開発部担当部長。98年7月、NTTぷらら（当時の社名は「ジーアールホームネット」）代表取締役社長に就任。
就職活動につき「77年、オイルショックの不況下で就職活動をしました。私も厳しい状況だったのですが、たまたま電電公社が四国で1人だけ追加採用するというので、ダメもとで受けたら通ったんです」と答えている。同時に就職活動を振り返り、若者に対し「境遇は選択の余地がないから全力でやるしかない。でも総じて、若い時期に苦しい経験をした人の方が伸びるよと伝えたい」と話している。
NTTぷらら設立から3年後に社長就任。当初、NTT本社から通信販売などの事業を期待されていた同社だったが、事業が拡大できず、板東の社長就任当時、累積損失は約37億円、キャッシュは約3億円、毎月約1億円以上の赤字を計上しており、NTTの与信力はあったものの、実質債務超過状態にあった。就任前後にNTTグループの再編を迎え、板東は社長就任2カ月後に「事業を清算せよ」と言われるが、「資金が続く約半年間は続けさせてほしい」と頼み込み、以降、広告の出稿の一時停止、不急の事業の廃止など徹底したリストラを実施。唯一、伸びていたインターネットサービスプロバイダー（ISP）事業に特化し、のちに社名にもなる「ぷらら」のサービスを拡大し、資金ショート寸前に黒字化を達成した。
板東は「この時期にインターネットのマーケットが急拡大していたため、この事業に特化した。それから弊社は、通信販売の企業でなく、プロバイダーの会社になったんです(笑)」と振り返り同時に「成功も、奇跡も、それを信じた者のところにだけ訪れるのでしょう」と語っている。
こうして事業を軌道にのせたが、板東はプロバイダー事業が絶好調だった2000年代初頭には、既に「この伸びは近い将来、頭打ちになる」と考え（事実2006年には業界全体の成長が止まった）、事業環境がよいうちにIP電話など様々な事業を試し、結果が出せる事業を探していた。それが「光回線経由の映像配信サービス」だった。そして2004年に、インターネットを経由し多チャンネル放送とビデオオンデマンドの両方が視聴できる映像配信サービス「4th MEDIA」の提供を開始した。将来的に、ビデオオンデマンドが普及していくだろう、だが現時点では、地上波放送を見慣れた顧客が多いから、衛星放送のような多チャンネル放送と、ビデオオンデマンドの両方が必要だ、という先読みがあった。
これに前後し、NTTグループ内には『OCNシアター』『オンデマンドTV』などのサービスが立ち上がったが、2008年NTTグループ幹部の間に「新規事業は板東に任せる」といったコンセンサスがとれ、これらサービスは『ひかりTV』として統合された。
板東は、インターネットを経由した映像配信サービスを始めたことを受け「事業環境は、ある程度、先を読むことはができるんです。どのような分野でも先端を行っている人は必ずいます。そして、将来起こることは、今、一部の先端を行っている人の間では、すでに起こっていることが多いんです」と話している。
その後、『ひかりTV』は順調に成長を続け、2010年度には100万会員、2012年度には200万会員、2015年度には300万会員を突破。だが板東は次世代のサービスを拡充するとし、2014年10月、日本で初めて4Kのビデオオンデマンドの商用サービスを開始している。当時は4Kのコンテンツが少なく、「下町ボブスレー大田区の挑戦」「宮里美香Shot in 4K」を自主製作、テレビ東京とともに、岩井俊二氏プロデュースの「なぞの転校生」、TBSとともに「美術館のある風景」などを製作。数々の新サービスを普及させた経験を活かし、4K放送の先駆者として普及に努めている。また、ゲームや音楽を楽しめるスマートTVサービスも、「まだ市場がないからこそ始める意義がある」と積極的な普及に努める。
2021年6月に船井電機社長に就任し、2022年6月に社長を退任して名誉会長就任、2023年6月末に名誉会長を退任。その後、船井電機は倒産。従業員2,132名（2024年3月末）が即日解雇、当月の給与の支払いも無いという稀有な事例となった。

## エピソード
- NTT時代を振り返る時、常に「私は平凡なサラリーマンでした」と話す。インタビューで記者に「それでも非凡だった点があったのではないか」と聞かれると、板東は読書量は非凡だったかもしれないと語り「経営者の伝記から、ベストセラー小説、ビジネス書、健康本まで、年に100冊以上、本を読んできました。片っ端から読むと、自分が何に興味があるかわかります」と答えた。「平凡なサラリーマンだった」時期、約15年で1500冊以上を読破している。[2]
- なかでも好きな一冊は、司馬遼太郎の『項羽と劉邦』。「項羽は家柄がよく、知性もあって、戦も強い。一方の劉邦はいい加減な男ですが、自分がダメと知っているから「戦は韓信と張良に、内政は蕭何に」と人に任せ、最後は項羽を破って漢を建国した。味わい深いですよね」[2]
- 社長就任は、上司に昼食に誘われ、日比谷公園を歩いている時に打診された。当時のジーアールホームネット（現在のNTTぷらら）はインターネットビジネスの将来がわからなかったからこそ多数の企業からの出資・人材を受け入れており、統制がとれていなかった。板東は「冗談じゃない！」と言いたくなるのをこらえ「無理です、できません……」と答えた。ところが、翌日、社長就任の辞令が出た。[3]
- NTT本社上層部に「会社を畳め」と言われ、従う選択肢もあったが、「なかばむりやり社長に就任させておいて、数ヶ月後には『会社を畳め』とはなんだ」と思い、銀行から資金を借り受け、社の存続に尽力した。このことから『NEWS PICKS』の記事では、大学時代から親交があり、社の決定に従わず青色LEDの研究を続けノーベル物理学賞を受賞した中村修二と「似た感性を持っている」と評された。これに対し板東は「依存度が高いと、人に振り回されて終わり。『誰かの判断だから』と従っていたら、なにもできません」と語っている。[9]
- 社長就任時、責任の重さ、先行きの見通しの悪さから、毎日眠れず「飲めない酒を飲んで無理に寝ようとするんですが、2時～3時になると目が覚めてしまう。追い詰められるとやせていくものですね。80キロあった体重が、3～4ヵ月で73キロになりました」と話す。[9]。
- 子供の頃からの格闘技好きで「極真空手や合気道などの道場に入門したこともある」。でも練習生が師範に5mくらい吹っ飛ばされ、そのまま動かなくなる光景を見て「こりゃ向いてない」と見る側に徹し、その後は「ひかりTV」でUFCなどの試合映像を楽しんでいる。[2]
- 「挑戦する人を応援すること」をライフワークにしており、のちに『下町ボブスレー』の名でドラマ化もされた『下町ボブスレーネットワークプロジェクト推進委員会』の活動を応援。同活動は「冬季オリンピックを目指すボブスレー日本代表チームに、ボロボロのボブスレー（そり）でなく、大田区の下町にある世界的技術を持った町工場がつくったボブスレーを贈る」ことを目的としており、板東は、ジャーナリストの夏目幸明にこの活動の委員長である細貝淳一を紹介されると、すぐスポンサードを決定した。また、まだ人気がなかった頃のAKB48を支援し、ひかりTV内でオリジナルコントを放送したこともあった。[2][3]

## 言葉
- 好きな言葉は「変幻自在」。NTTぷらら本社受付には、親交がある武田双雲の筆による「変幻自在」の書が飾られている。事実、会社設立当初は通信販売の事業化を求められていたNTTぷららをインターネットサービスプロバイダ（ISP）として生き残らせたが、この時期、NTTグループ内にはOCNなどのサービスが既に存在した。板東の行動は、いわば、会社の形を「変幻自在」に変え、生き残らせる策だった。また「ぷららはISP」というイメージが定着した頃には、「ひかりTV」に至る次世代のサービスを開始。この「変幻自在」な「行動は「もしISPへこだわっていたら、今頃、ぷららはなかったはず」とNTTグループ幹部たちから高く評価されている。ちなみに、NTT本社幹部から「会社の表玄関に“変”の文字が入る言葉が大々的に飾られているのはいかがなものか」と言われたこともあったが、板東は笑って「まあいいじゃないですか」と答えた。[2][3][10][出典無効]
- 「考えるな、感じろ。Don’t Think. Feel!」という言葉を多用する。1973年公開のカンフー映画『燃えよドラゴン』の劇中でブルース・リーが発したセリフ。板東は意味を聞かれると「考えると、できないような気がしてくるし、欲も入ってくる。すぐに走り出すのがいいんだよ！」と話すのが常。[3][10][出典無効]
- 「究極は無型に至る」という格闘技で使う言葉もよく話す。格闘技はではまず「型」を習うが、最後は、柔軟に、無形のごとく、様々な状況に対応することが最善とされる。これと同様、経営も「予測し、準備することは重要ですが、状況に合わせて柔軟に変化することこそが大事なのです。いろいろ計画を立てても、強い競争相手が現れたら机上の空論はむしろ害になる」と言う。[2]
- 「序破急（じょはきゅう）」（日本の雅楽の舞楽展開を指す言葉）も多用する。サービスは、始まったばかり（序）、一般に知られる（破）、一気に普及する（急）の段階を追って普及する、そのどの段階にあるのかを見極め、手を打つことが肝心、といった内容とともに用いられる。4K、スマートTVなど新サービスの先駆者ならではの言葉として社内でもよく参考に用いられる。[10][出典無効]

## 著書
- 『ハートで感じたら走り出せ！ テレビもスマホと同様に進化する』ダイヤモンド社、2015年3月。ISBN 978-4-478-08325-3
- 『出会いは最大のレバレッジ　マーケットクリエイターとのダイアローグ』ダイヤモンド社、2018年7月。